# Rivière Bulstrode
Pour les articles homonymes, voir Bulstrode.
La rivière Bulstrode conflue rivière Nicolet à Saint-Samuel au Québec, au Canada. À partir de sa source à Saint-Fortunat dans la MRC Les Appalaches, cette rivière coule vers le nord-ouest puis vers le sud-ouest, traversant cinq municipalités de la MRC d'Arthabaska de la région du Centre-du-Québec:
- Sainte-Hélène-de-Chester,
- Saint-Norbert-d'Arthabaska,
- Victoriaville,
- Saint-Valère,
- Saint-Samuel.

La rivière Bulstrode coule en zones agricoles et en zones forestières.

## Géographie
Les versants géographiques voisins de la rivière Bulstrode sont :
- côté nord : rivière Bécancour, rivière Blanche, rivière Noire ;
- côté sud : rivière Nicolet, rivière Lachance, rivière Gosselin ;
- côté est : rivière Bécancour, rivière Larochelle, rivière au Pin.

Longue de plus de 90 km, la rivière Bulstrode tire sa source dans le relief montagneux de Saint-Fortunat dans le 8e rang Est, à la limite de Saint-Jacques-le-Majeur-de-Wolfestown.
Dans son parcours vers le sud, la rivière Bulstrode se déverse dans le réservoir Beaudet à Victoriaville, juste en aval de l'embouchure de la rivière l'Abbé. Le courant traverse ce réservoir du nord au sud-ouest, jusqu'au barrage érigé à l'embouchure. À partir du barrage, la rivière contourne le secteur urbain de Victoriaville en coulant vers l'ouest sur 1,8 km avant de bifurquer vers le sud où elle coule sur 3,1 km ; puis se redirige vers le village de Saint-Valère, en direction ouest ; puis en direction sud-ouest vers Saint-Samuel. La rivière Bulstrode va se jeter dans la rivière Nicolet, à la hauteur de la municipalité de paroisse de Saint-Samuel.

## Toponymie
Le terme « Bulstrode » est relié à une rivière, un canton, une rue de Victoriaville, une municipalité "Saint-Valère-de-Bulstrode" et une ancienne appellation d'un hameau (aujourd'hui désigné hameau Defoy). La rivière Bulstrode conflue avec rivière Nicolet à l'ouest de Victoriaville. La rivière draine les eaux des municipalités de Saint-Valère, Saint-Samuel et Victoriaville. La rivière Bulstrod traverse le canton du même nom.
Plusieurs hypothèses expliquent l'origine de cette appellation. Ce toponyme évoque notamment la mémoire du chevalier Richard Bulstrode (1610-1711), ambassadeur d'Angleterre au XVIIe siècle. Fils d'Edward Bulstrode (1588-1659), il passa sa longue vie au service de Charles I, de Charles II, puis de Jacques II. Il rédigea également des mémoires qui ont contribué à sa popularité. L'appellation de cette rivière pourrait aussi se référer à un lieu désigné « Bulstrode Park », en Angleterre, dont l'origine toponymique reste nébuleuse,.
Le toponyme rivière Bulstrode a été officialisé le 5 décembre 1968 à la Banque des noms de lieux de la Commission de toponymie du Québec.

## Écologie
En 1875, la rivière Bulstrode et la rivière Nicolet était reconnue comme l'un des cours d'eau les plus notés pour le saumon, où il pesait en moyenne de 18 à 24 livres.